# MLS All-Star Game de 1999
A partida MLS All-Star de 1999 foi a quarta edição, o jogo envolveu as principais estrelas da Major League Soccer. A equipe da Conferência Leste enfrentou a Conferência Oeste no Qualcomm Stadium, San Diego, em 17 de julho de 1999. A Conferência Oeste venceu o jogo por 6-4, com gols de Preki (2), Kosecki, Jones, Wright e Cerritos enquanto Lassiter, Moore, Valderrama e John descontaram para a Conferência Leste. O meio de campo da Conferência Oeste Preki foi nomeado como o melhor jogador da partida. Sandra Hunt arbitrou o jogo, que foi acompanhado por 23.227 torcedores.

## Detalhes
| 17 de julho | Conferência Leste                                             | 4 – 6  | Conferência Oeste                                                                      | Qualcomm Stadium, San Diego          |
|             | Roy Lassiter 1' · Moore (pên. 62' · Valderrama 73' · John 83' | Report | 13', 38' Preki · 32' Roman Kosecki · 36' Cobi Jones · 84' Wright · 89' Ronald Cerritos | Público: 22 227 Árbitro: Sandra Hunt |

| CONFERÊNCIA LESTE: |  |                   |  |     |     |
|                    |  |                   |  |     |     |
| GO                 |  | Tom Presthus      |  | 46' |     |
| DE                 |  | Eddie Pope        |  | 46' |     |
| DE                 |  | Jeff Agoos        |  | 46' |     |
| DE                 |  | Thomas Dooley     |  | 46' |     |
| MC                 |  | Richie Williams   |  | 46' |     |
| MC                 |  | John Harkes       |  | 46' |     |
| MC                 |  | Carlos Valderrama |  |     |     |
| MC                 |  | Marco Etcheverry  |  |     |     |
| MC                 |  | Ben Olsen         |  | 46' |     |
| AT                 |  | Brian McBride     |  | 46' | 53' |
| AT                 |  | Roy Lassiter      |  | 46' |     |
| Substitutos:       |  |                   |  |     |     |
| GO                 |  | Walter Zenga      |  | 46' |     |
| DE                 |  | Robert Warzycha   |  | 46' |     |
| DE                 |  | Leo Cullen        |  | 46' |     |
| DE                 |  | Carlos Llamosa    |  | 46' |     |
| MC                 |  | Brian Maisonneuve |  | 46' |     |
| MC                 |  | Mark Chung        |  | 46' | 53' |
| AT                 |  | Stern John        |  | 46' |     |
| AT                 |  | Joe-Max Moore     |  | 46' |     |
| AT                 |  | Jaime Moreno      |  | 46' |     |
| Técnico:           |  |                   |  |     |     |
|                    |  |                   |  |     |     |

| CONFERÊNCIA OESTE: |  |                     |  |     |     |     |
|                    |  |                     |  |     |     |     |
| GO                 |  | Zach Thornton       |  | 46' |     |     |
| DE                 |  | Marcelo Balboa      |  | 46' |     |     |
| DE                 |  | Luboš Kubík         |  | 46' | 79' |     |
| DE                 |  | Alexi Lalas         |  | 46' | 66' | 79' |
| MC                 |  | Cobi Jones          |  | 46' |     |     |
| MC                 |  | Eddie Lewis         |  | 46' |     |     |
| MC                 |  | Peter Nowak         |  | 46' |     |     |
| MC                 |  | Preki               |  | 46' |     |     |
| MC                 |  | Chris Armas         |  | 46' |     |     |
| AT                 |  | Raul Diaz Arce      |  | 46' |     |     |
| AT                 |  | Roman Kosecki       |  | 46' | 61' |     |
| Substitutos:       |  |                     |  |     |     |     |
| GO                 |  | Matt Jordan         |  | 46' |     |     |
| DE                 |  | Mauricio Wright     |  | 46' |     |     |
| DE                 |  | Robin Fraser        |  | 46' |     |     |
| MC                 |  | Paul Bravo          |  | 46' |     |     |
| MC                 |  | Mauricio Cienfuegos |  | 46' |     |     |
| MC                 |  | Ross Paule          |  | 46' |     |     |
| AT                 |  | Jason Kreis         |  | 46' |     |     |
| AT                 |  | Carlos Hermosillo   |  | 46' |     |     |
| AT                 |  | Ronald Cerritos     |  | 46' |     |     |
| Técnico:           |  |                     |  |     |     |     |
|                    |  |                     |  |     |     |     |

Melhor em Campo:
 Preki (Conferência Oeste)